# برادی‌کینین
برادی‌کینین (به انگلیسی: Bradykinin) با فرمول شیمیایی C۵۰H۷۳N۱۵O۱۱ یک پپتید از خانواده پپتیدی کینین‌ها است.
برادی‌کینین باعث می‌شود رگ‌های خونی گشاد شوند در نتیجه موجب کاهش فشار خون می‌گردد. فعال شدن سامانه کینین-کالیکرئین همچنین موجب افزایش نشت مایعات از عروق و ادم به صورت موضعی می‌شود.
داروهای مهارکننده آنزیم تبدیل‌کننده آنژیوتانسین مانند کاپتوپریل موجب افزایش برادی کینین و عوارض آن مانند سرفه می‌شوند.